# Psammitis sabulosa
Espèce
Synonymes
- Thomisus sabulosus Hahn, 1832
- Thomisus setosus Westring, 1851
- Thomisus cambridgei Blackwall, 1858
- Thomisus calcaratus Westring, 1861
- Thomisus cinereus Blackwall, 1861
- Thomisus gloveri Blackwall, 1868
- Xysticus impavidus Thorell, 1872
- Thomisus rufopictus O. Pickard-Cambridge, 1873
- Xysticus sabulosus occidentalum Kulczyński, 1916

Psammitis sabulosa est une espèce d'araignées aranéomorphes de la famille des Thomisidae.

## Distribution
Cette espèce se rencontre en Europe, en Afrique du Nord, au Proche-Orient et en Asie centrale.

## Description
Les mâles mesurent de 3,7 à 6 mm et les femelles de 4,7 à 9 mm.

## Liste des sous-espèces
Selon World Spider Catalog (version 25.0, 17/05/2024) :
- Psammitis sabulosa occidentalis (Kulczyński, 1916)
- Psammitis sabulosus sabulosa (Hahn, 1832)

## Systématique et taxinomie
Cette espèce a été décrite sous le protonyme Thomisus sabulosus par Hahn en 1832. Elle est placée dans le genre Xysticus par C. L. Koch en 1846, dans le genre Psammitis par Menge en 1876, dans le genre Xysticus par Ono en 1988 puis dans le genre Psammitis par Breitling en 2019.

## Publications originales
- Hahn, 1832 : Die Arachniden. C. H. Zeh'sche Buchhandlung, Nürnberg, Erster Band, p. 25-76.
- Kulczyński, 1916 : Araneae Sibiriae occidentalis arcticae. Memoires de l'Academie Imperiale des Sciences, Petrograd, sér. 8, vol. 28, no 11, p. 1-44.